# Sibata Tojo
Sibata Tojo (柴田トヨ; Hepburn: Toyo Shibata; Japán, 1911. június 26. – Ucunomija, Tokió, 2013. január 20.) japán költőnő.

## Élete
92 éves korában hátfájása miatt kénytelen volt felhagyni kedvelt hobbijával, a klasszikus japán tánccal. Ekkor hatvanas éveiben járó fia, Kenicsi javaslatára a versírás felé fordult.
Első antológiája, a Kudzsikenaide (Fel a fejjel) címmel jelent meg 2009-ben, amikor a szerzőnő 98 esztendős volt. A magánkiadásban megjelent mű hamar sikeres lett, így egy népszerű könyvkiadó újra kiadta. A kötet 1,5 millió példányban kelt el Japánban, és bestseller lett. A mű 42 verset tartalmaz.
2010 decemberében a japán televízió dokumentumfilmet forgatott róla.